# Duch (film 2003)
Duch (hindi – भूत, Bhoot) – bollywoodzki horror zrealizowany w 2003 roku przez Ram Gopal Varma, autora takich filmów jak Rangeela, Sarkar, Naach czy Company. W rolach głównych Urmila Matondkar i Ajay Devgan. Nietypowo dla Bollywoodu w filmie nie ma piosenek i tańców. Tematem filmu jest historia małżeństwa, które zamieszkało na 13. piętrze Bobmajskiego wieżowca, w mieszkaniu z którego przedtem wyskoczyła kobieta. Jej duch zaczyna prześladować główną bohaterkę.

## Fabuła
Makler giełdowy Vishal (Ajay Devgan) wraz z żoną Swati (Urmila Matondkar) wprowadzają się do przestronnego apartamentu na 12-m piętrze Bobmajskiego wieżowca. Vishal ukrywa przed żoną, że poprzednia właścicielka mieszkania wyskoczyła wraz z synem z balkonu wieżowca. Wiadomość o tym wstrząsa Swati. Zaczynają ją prześladować obrazy nieżyjącej Manjeet. Mąż próbuje jej pomóc sprowadzając psychiatrę dr. Rajana (Victor Banerjee). Służąca Bhai (Seema Biswas) uważa, że Swati jest opętana przez ducha. Prowadzi ją do egzorcystki Sarity (Rekha). W domu dochodzi do kolejnej śmierci. Ktoś skręca kark stróżowi (Sabeer Masani). Inspektor policji (Nana Patekar) dowiedziawszy się o psychicznych problemach lunatykujacej Swati, zaczyna ją podejrzewać o morderstwo.

## Obsada
- Urmila Matondkar – Swati
- Ajay Devgan – Vishal
- Nana Patekar – Liaqat Qureshi
- Rekha – Sarita
- Fardeen Khan – Sanjay
- Tanuja – pani Khosla
- Seema Biswas – Bhai
- Victor Banerjee – Dr. Rajan